# پرونوس کوکومیلیا
پرونوس کوکومیلیا (نام علمی: Prunus cocomilia) نام یک گونه از سرده پرونوس است.